# Konsztantyin Szergejevics Merezskovszkij
Konsztantyin Szergejevics Merezskovszkij (orosz: Константи́н Серге́евич Мережко́вский, Szentpétervár, 1855. augusztus 4. – Genf, 1921. január 9.) orosz biológus és botanikus, aki főleg Kazany környékén tevékenykedett, és akinek a zuzmókkal kapcsolatos kutatásai nyomán felvetette a szimbiózis elméletét - miszerint a nagyobb, összetettebb sejtek (az eukarióták) a kevésbé összetettek szimbiózisából fejlődtek ki. Ezt az elméletet 1910-ben mutatta be a A két plazma elmélete mint a szimbiózis alapja, a szervezetek eredetének új vizsgálata című munkájában, bár az elképzelés alapjai már korábban, 1905-ben megjelentek A kromatofórák természete és eredete a növényvilágban című munkájában.

## Életrajz

### Fiatalkora
Konstantin Szentpéterváron született, a Merezskovszkij család hat fia és három lánya közül az egyik. Apja, Szergej Ivanovics több orosz helyi kormányzó kabinetjének vezető tisztviselőjeként szolgált, mielőtt titkos tanácsosként belépett II Sándor udvari hivatalába. Édesanyja, Varvara Vasziljevna (született Cserkazova) egy magas rangú szentpétervári biztonsági tisztviselő lánya volt, és szerette a művészeteket és az irodalmat. Egyik öccse Dmitrij Merezskovszkij (1866-1941) író volt.
1875 és 1880 között a Szentpétervári Egyetemen dolgozott a diplomájáért, közben északra utazott a Fehér-tengerre, hogy tengeri gerincteleneket vizsgáljon, és felfedezett egy Hydrozoa nemzetséget. A diploma megszerzése után Franciaországba és Németországba utazott, ahol híres tudósokkal találkozott; Párizsban az antropológiáról és az állati pigmentekről publikált.

### Karrier
1883-ban feleségül vette Olga Petrovna Szultanovát, és a Szentpétervári Egyetem tanára lett. 1886-ban tisztázatlan okokból kivándoroltak Oroszországból, valószínűleg a pedofília miatt, amelyért később vádat emeltek ellene. A család a Krím-félszigeten telepedett le, ahol botanikusként a szőlőfajták vizsgálatával foglalkozott; emellett jelentős gyűjteményt hozott létre a fekete-tengeri kovamoszatokból. 1898-ban feleségét és kisfiát a Krímben hagyta, és Amerikába emigrált, ahol felvette a "William Adler" nevet. Kaliforniában, Los Angelesben és a Berkeley-i Kaliforniai Egyetemen botanikusként dolgozott, és a fekete-tengeri gyűjteményében található példányok belső szerkezete alapján új rendszert dolgozott ki a diatómák osztályozására. 1902-ben visszatért Oroszországba, hogy a Kazanyi Egyetem zoológiai kurátora legyen. 1904-ben lett az egyetem tanára, és elkezdte kidolgozni az összetett sejtek szimbiotikus eredetéről szóló elképzeléseit. 1914-ben több mint két tucat lány megerőszakolása miatt vádat emeltek ellene. Korábban 1886-ban Szentpétervárról, 1898-ban pedig a Krímről menekült el, mert félt attól, hogy hasonló bűncselekményekért felelősségre vonják. A Kazanyi Egyetemről elbocsátották, és Franciaországba szökött. 1918-ban a genfi Conservatoire Botanique-ba költözött, ahol Jules Paul Benjamin Delessert zuzmógyűjteményén dolgozott.

### Halála

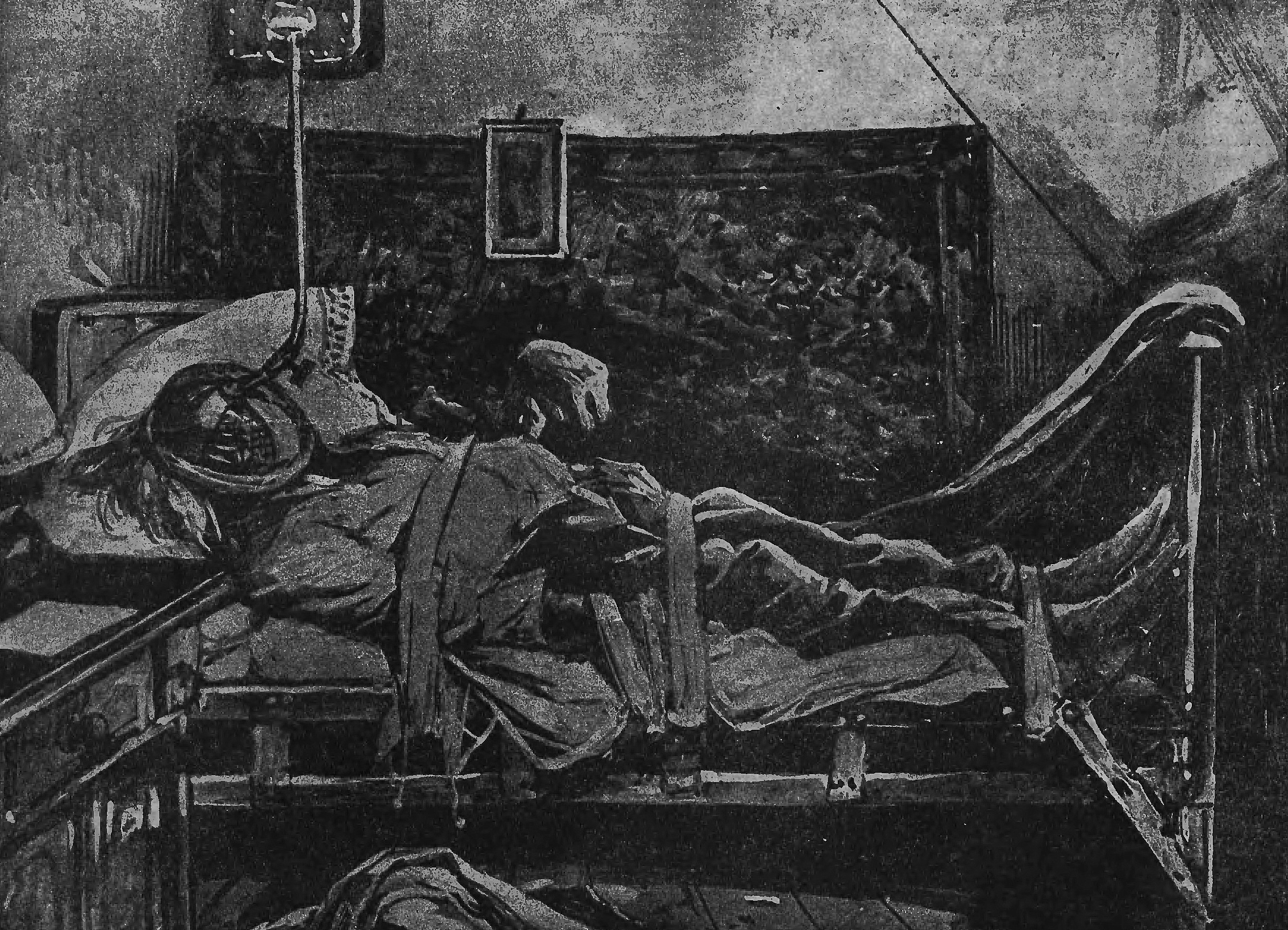
Konsztantyin Merezskovszkij öngyilkossági jelenete

Genfben súlyosan depressziós lett, elfogyott a pénze, és 1921. január 9-én holtan találták szállodai szobájában, miután egy maszkban, amelybe egy fémtartályból fulladásos gázt juttatott, az ágyához kötözte magát. Úgy tűnik, hogy öngyilkossága közvetlen kapcsolatban állt pedofil utópisztikus hiedelmeivel (amelyeket az 1903-ban megjelent, "Earthly Paradise, or a Winter Night's Dream. Tales from the 27th century" című elbeszéléskötetében tükrözött), valamint azzal a nézetével, hogy túl öreg és gyenge volt ahhoz, hogy folytassa a gyermekekkel való visszaélésekkel kapcsolatos történetét. Ateistaként az általa megálmodott utópia tudományos alapokon nyugodott, és az afrikaiak, ázsiaiak és mások rabszolgasorba taszítása által nagyra tartott, pedofilokból álló tökéletes emberi faj kialakulását foglalta magában. A földi paradicsomban speciálisan kitenyésztett emberi kasztokat ír le, köztük a felnőttkorig meghosszabbított - még mindig gyermeki vonásokat és viselkedést mutató - neotenizált, szexualizálódó gyermekek egyikét, akiket 35 éves korukban megöltek, mivel öregkorukban nem tudtak boldogok lenni. Továbbá szélsőséges ideológiai nézeteket vallott az eugenikáról és az antiszemitizmusról. Aktívan segítette a szélsőjobboldali Feketeszázak szervezetét, az Orosz Népi Szövetség Kazanyi Osztályát, és titokban segítséget nyújtott a Belügyminisztériumnak a zsidók és feltételezett árulók levadászásában.

### Munkássága

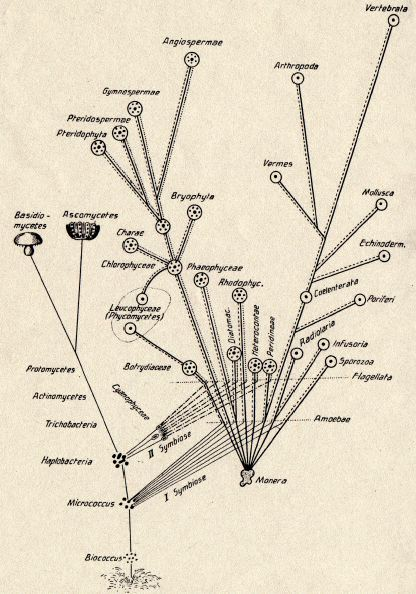
Merezskovszkij diagramja, amely az összetett életformák eredetét mutatja a szimbiózis két epizódja, a szimbiózis baktériumok beépülése révén

Merezskovszkij azt állította, hogy a sejtszervecskék, a sejtmag és a kloroplasztisz olyan baktériumok leszármazottai, amelyek az amőbákkal kialakult intracelluláris szimbiózisban fejlődtek ki. Munkájára hatással volt Andreas Franz Wilhelm Schimper francia botanikus, aki megállapította, hogy a kloroplasztiszok hasonlítanak a cianobaktériumokra. Mereskovszkij elképzelései K. V. Kowallik szerint "markánsan" tükröződnek az Ivan Wallin és Lynn Margulis által kidolgozott és népszerűsített, ma már széles körben elfogadott modern szimbióziselméletben. A modern nézet szerint valóban két endoszimbiózisra került sor, az egyik a baktériumok beépülésével, amelyekből az összes eukarióta mitokondriuma lett, a másik pedig nem sokkal később a növények sorában, amelyekből a kloroplasztiszok alakultak ki.
A századforduló táján Merezskovszkij egy tekintélyes méretű zuzmóherbáriumot hozott létre, amely több mint 2000, Oroszországból, Ausztriából és a Földközi-tenger környékéről gyűjtött példányt tartalmazott. A gyűjtemény a Kazanyi Egyetemen maradt fenn. Nemrégiben kimutatták, hogy minden egyes zuzmófaj egy gomba és egy vagy több alga közötti mutualista szimbiózisából áll. Ez inspirálhatta a szimbiózis elméletét. Merezskovszkij elutasította a darwini evolúciót, mivel úgy vélte, hogy a természetes szelekció nem képes megmagyarázni a biológiai újdonságokat. Ehelyett azt állította, hogy a mikrobák átvétele és öröklődése volt a központi kérdés. Más biológusok, például Alekszandr Alekszandrovics Elenkin lengyel lichenológus bírálta, sőt nevetségessé tette.

## Elnevezések
A Merezskovszkijról elnevezett fajok közé tartozik a Plowrightia mereschkowskyi Vouaux (1912), Physcia mereschkowskii Tomin (1926), és a Caloplaca mereschkowskiana S.Y.Kondr. & Kärnefelt (2011) S.Y.Kondr. & Kärnefelt (2011).

## Fordítás
Ez a szócikk részben vagy egészben  a   Konstantin Mereschkowski című angol Wikipédia-szócikk ezen változatának fordításán alapul.  Az eredeti cikk szerkesztőit annak laptörténete sorolja fel. Ez a jelzés csupán a megfogalmazás eredetét és a szerzői jogokat jelzi, nem szolgál a cikkben szereplő információk forrásmegjelöléseként.